# アンドレア・ディセッサ
アンドレア・ディセッサ（英語: Andrea diSessa）とは教育研究者でLOGO開発者の1人である。また、LOGOに関する書籍である「Turtle Geometry」の共同著者でもある。そして物理学の認識論、教育実験、知識の構造主義分析に関する高被引用論文や「Changing Minds: Computers, Learning, and Literacy」(MIT Press, 2000年)を執筆している。さらにマサチューセッツ工科大学でハル・アベルソンと共にBoxerプログラミング環境を製作した。
1969年にプリンストン大学で物理学の文学士(A.B.)を、1975年にマサチューセッツ工科大学で物理学のPh.D.を取得した。現在カリフォルニア大学バークレー校でEvelyn Lois Corey Professor of Educationを務めていて、1995年12月6日よりNational Academy for Educationの一員にもなっている。